# جايثون
جايثون (بالإنجليزية: Jython)‏ المعروفة سابقا بـ جي بايثون JPython هي تنفيذ وتطبيق (implementation) للغة البرمجة بايثون على لغة البرمجة جافا، وتحويل لكود بايثون إلى جافا بايت كود.

## نظرة عامة
تستطيع برامج جايثون جلب أي كلاس جافا واستخدامه بالكامل دون خلل. وتشمل جايثون أغلب وحدات بايثون (Python modules) ما عدا بعض الوحدات القياسية الرئيسية (Python standard modules) والتي كتبت أساسا بلغة البرمجة سي. على سبيل المثال، واجهة الاستخدام في جايثون تكتب بمكتبات Swing أو AWT أو مجموعة أدوات القطعة القياسية ‏، وليس بمكتبات بايثون. ويترجم كود جايثون إلى جافا بايت كود (وهي لغة بينية بين لغة الآلة ولغة البرمجة).
تشمل جايثون أيضا مترجم خاص واسمه جايثونك (jythonc) الذي يقوم بترجمة وتحويل كود بايثون إلى جافا بايت كود. وهذا بالتالي يسمح لمبرمجي بايثون بكتابة كود وكلاسات يمكن تحويلها بالكامل واستخدمها في برامج مكتوبة بجافا.

## رخصة الاستخدام
أُصدرت جايثون تحت مزيج من ثلاث رخصة وهي: رخصة مؤسسة برمجيات بايثون (v2), ورخصة جايثون 2.0, 2.1, ورخصة برمجيات جي بي بايثون 1.1.x. الرخصتين الأولى والثانية هي رخص مجانية واختيارية، وعلى الرغم من أن الثالثة تبدو كذلك أيضا إلا أنها لم تراجع بعد من مؤسسة البرمجيات المجانية ولا من مبادرة المصادر الحرة حتى الآن.

## تاريخ
بدأ جيم هوغنن جايثون في نهاية عام 1997، واستمر بتطويرها حتى 1999. في فبراير 1999، أصبح جنو ميل مان هو المطور الرئيسي لجايثون. في أوكتوبر 2000، انتقلت جايثون إلى سورس فورج. ثم لفترة طويلة، أكمل المطور Samuele Pedroni أغلب مهام التطوير والمحافظة على جايثون. وفي نهاية عام 2004، تنحى Samuele Pedroni من مطور رئيسي لجايثون ليركز جهوده أكثر على باي باي، لكنه ما يزال المرجع في دواخل جايثون. في يناير 2005، استلم Brian Zimmer تصريح من مؤسسة برمجيات بايثون لتطوير جايثون. ثم في ديسمبر 2005، خلف Frank Wierzbicki كمطور أساسي بدل عن Brian Zimmer. وكان التطوير خلال 2005 في جايثون بطيء بسبب النقص في المطورين العالمين بالمجال.
في 3 مارس 2008، وظفت شركة صن مايكروسيستمز المطورين Ted Leung و Frank Wierzbicki للعمل على جايثون وبايثون، وبنفس الطريقة التي وظفت فيها مطورين آخرين للعمل على مشروع مشابه هو جي روبي JRuby. والتطوير قائم بثبات في هذين المشروعين, ويمكن لجايثون الآن من تشغيل منصة دي جانجو ‏ للويب (و التي تعتبر المقابل لمنصة روبي اون رايلز ولكن على لغة بايثون)

## الحالة وخارطة الطريق
النسخة الحالية من جايثون هي Jython-2.2.1 وتتضمن تحسينات في الدمج مع لغة الجافا، وتطبيق لنفس مجموعة خصائص سي بايثون سي بايثون 2.2. وجاري تطبيق خصائص سي بايثون 2.5 في النسخة التالية.
و يقوم المطورون بالتطوير بشكل ثابت وقد تم إصدار نسخة ألفا من جايثون 2.5 في يوليو 2008.

## الاستخدام
- جياثون هي واحدة من لغتين نصيتين تستخدم في برنامج سيرفر ويبسفير WebSphere Application Server. كما تستخدم ضمن أدوات برنامج راشونال من آي‌ بي‌ إم حيث يمكن صنع مشاريع جايثون بمساعدة ويزرد البرنامج.

## وصلات خارجية
- جايثون على موقع Open Hub (الإنجليزية)
- جايثون على موقع SourceForge (الإنجليزية)